# Найкраща пропозиція
«Найкраща пропозиція» (італ. La migliore offerta, англ. The best offer) — італійська романтична драма, автором сценарію та режисером якої є Джузеппе Торнаторе.

## Сюжет
Фільм розповідає про незвичну історію кохання у світі аукціонів та антикваріату. Історія розвивається навколо ексцентричного директора дому аукціонів і, водночас, відомого мистецтвознавця та реставратора Верджела Олдмана (Джеффрі Раш), котрий зацікавився молодою та загадковою клієнткою Клер Ібетсон (Сільвія Гукс), батьки якої померли і залишили після себе колекцію творів мистецтва та антикваріату. Клер боїться відкритого простору і нікому не показує свого обличчя. Поступово Верджел починає закохуватися у свою клієнтку.

## Ролі виконують
- Джеффрі Раш — Верджел Олдмен
- Сільвія Гукс — Клер Ібетсон
- Дональд Сазерленд — Біллі Вістлер
- Джим Стерджес — Роберт, механік
- Філіп Джексон — Фред, сторож вілли Ібетсонів
- Лія Кебеде — Сара

## Нагороди
- 2013 Премія Давида ді Донателло[4]:
  - за найкращий фільм — Джузеппе Торнаторе
  - за найкращу режисерську роботу — Джузеппе Торнаторе
  - за найкращу музику — Енніо Морріконе
  - за найкращі костюми[it] — Мауріціо Міленотті
  - найкращому дизайнерові[it] — Мауріціо Сабатіні, Рафаелла Джованетті